# Hewa
Hewa is een bestuurslaag in het regentschap Flores Timur van de provincie Oost-Nusa Tenggara, Indonesië. Hewa telt 1259 inwoners (volkstelling 2010).